# Stopplaats Singelweg
Stopplaats Singelweg is een voormalige stopplaats aan de Nederlandse spoorlijn Amsterdam - Rotterdam, destijds aangelegd en geëxploiteerd door de Hollandsche IJzeren Spoorweg-Maatschappij (HIJSM).
De stopplaats lag in de gemeente Delft. Aan de spoorlijn werd de stopplaats voorafgegaan door de stopplaats 't Haantje en gevolgd door de stopplaats Schoolpoort.
Stopplaats Singelweg werd geopend op 1 mei 1886 en gesloten op 1 september 1905.